# Ar-Rutba
Ar-Rutba (arabisch الرطبة, DMG ar-Ruṭba) ist eine Stadt im Irak. Sie befindet sich im westlichen Gebiet des irakischen Gouvernements al-Anbar. Ar-Rutba befindet sich auf einem höhergelagerten Plateau. Die Stadt liegt an der strategisch bedeutenden Fernstraße 11, die die irakische Hauptstadt Bagdad mit der syrischen Grenze und der jordanischen Hauptstadt Amman verbindet. Ebenso verlief durch sie die zwischen 1932 und 1935 gebaute Erdölpipeline Mossul–Haifa, die von 1935 bis 1948 in Funktion war.

## Geschichte
Ar-Rutba war für die britische Luftfahrtgesellschaft Imperial Airways ein Zwischenstopp vor dem Zweiten Weltkrieg.
Das am MacRobertson-Luftrennen teilnehmende Flugzeug „Uiver“ („Storch“) stürzte auf seinem ersten Flug nach dem Rennen 16 km südlich von Ar-Rutba im Dezember 1934 ab, wobei sieben Menschen (unter ihnen der niederländische Medienunternehmer Dominique Willem Berretty) starben. Im Irakkrieg befand sich im Ort das US-amerikanische 3. Armored Cavalry Regiment. 2014 wurde ar-Rutba infolge des Aufstandes in Anbar von der Organisation Islamischer Staat eingenommen. Im Juni 2014 kam es zu weiteren militärischen Auseinandersetzungen im Ort zwischen den Islamisten und den irakischen Streitkräften.